# 基利斯省
基利斯省是位于土耳其南部、与叙利亚接壤的一个省，首府基利斯。